# Stora kärr
Stora kärr är en sjö i Marks kommun i Västergötland och ingår i Ätrans huvudavrinningsområde.